# Śnieżny Karb
Śnieżny Karb (słow. Snehová priehyba) – drobna przełęcz w słowackiej części Tatr Wysokich, położona w ich grani głównej. Znajduje się w masywie Śnieżnego Szczytu i jest jedną z dwóch przełączek oddzielających jego wierzchołek od Śnieżnego Zwornika – drugą jest położony wyżej w grani Wyżni Śnieżny Karb. Śnieżny Karb znajduje się blisko Śnieżnego Zwornika.
Przełęcz jest wyłączona z ruchu turystycznego. Północno-zachodnie stoki opadają ze Śnieżnego Karbu do Doliny Śnieżnej, zaś południowo-wschodnie do górnego piętra Doliny Pięciu Stawów Spiskich.
Pierwsze wejścia turystyczne:
- letnie – Zygmunt Klemensiewicz i Roman Kordys, 28 sierpnia 1907 r., przy przejściu granią,
- zimowe – Hanna Napieralska i Bolesław Chwaściński, 31 marca 1934 r., przy przejściu granią.

Już dawniej na przełęcz wchodzili myśliwi z Jurgowa.